# Papibeverophilie
La papibeverophilie caractérise les collectionneurs de buvard.
D'après le site d'information et de documentation sur les buvards anciens publicitaires de collection les-buvards
.com   les collectionneurs de buvards sont des Papibeverophiles, ou des Papibeveristes, mais aussi -terme générique- des Pictopublicephiles.